# Сражение у Негапатама (1782)

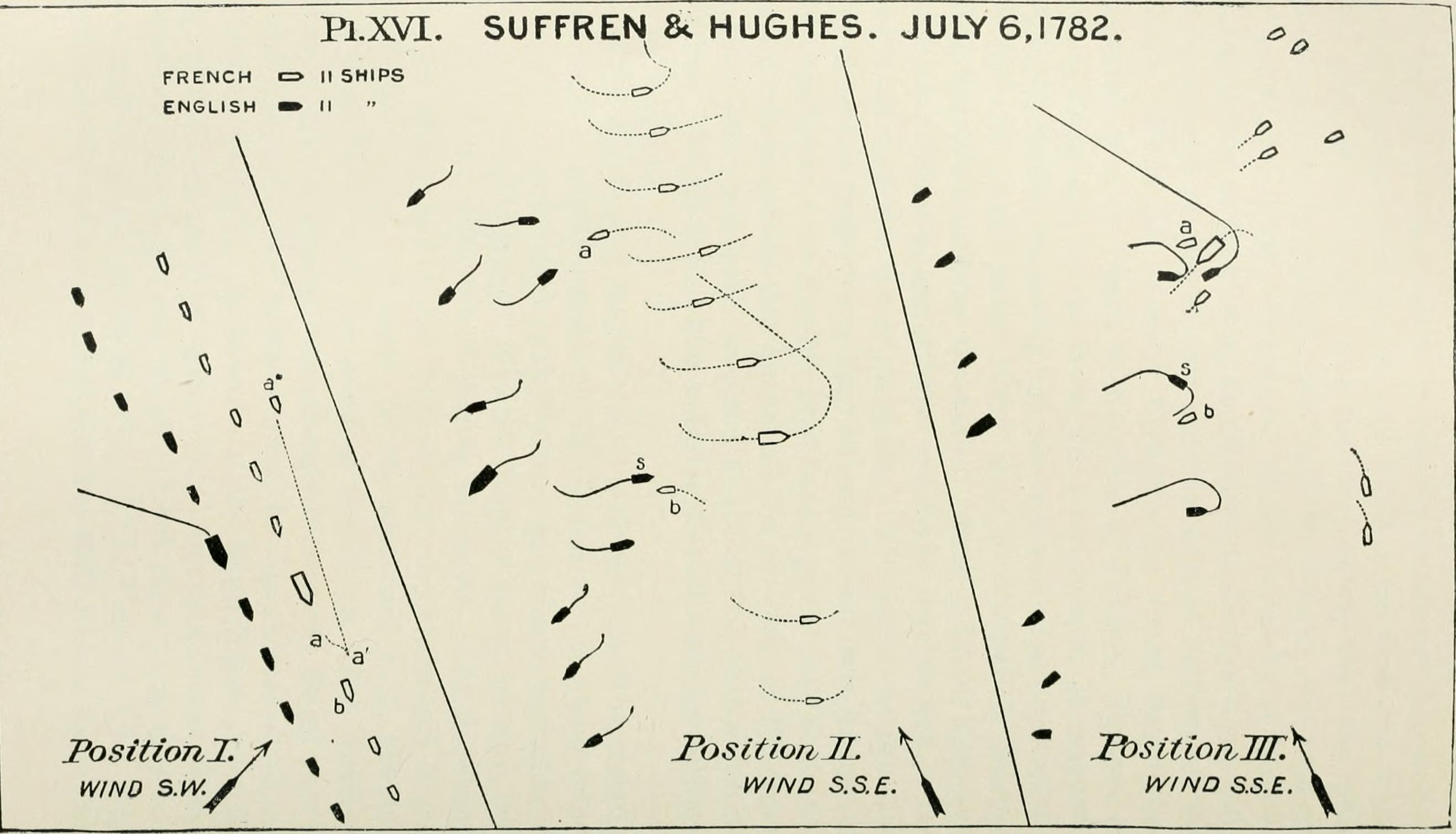
Ход сражения

Сражение у Негапатама (англ. Battle of Negapatam) — безрезультатное морское сражение, состоявшееся 6 июля 1782 года во время войны за независимость США между французской эскадрой коммодора Пьера-Андрэ де Сюффрена и английской эскадрой контр-адмирала Эдварда Хьюза, в Бенгальском заливе у побережья Индии. Сражение было третьим между этими двумя флотоводцами и единственным, в котором в качестве атакующей стороны выступал британский флот.
После боя при Провидиене Хьюз ремонтировал корабли в Тринкомали до 23 июня. Когда он отплыл в Негапатам, то тамн узнал, что его противник находится неподалеку, в Куддалоре, расположенном в нескольких милях. Сюффрен появился возле британской базы 5 июля, во второй половине дня, возглавляя 12 линейных кораблей. Хьюз отплыл на юг от базы, чтобы занять позицию с наветренной стороны. На рассвете следующего дня он встретил в нескольких милях с подветренной стороны французскую эскадру, которая стояла на якоре. Силы были равны (по 11 линейных кораблей — накануне французский «Аякс» потерял в шквале снасти и в бою не участвовал). Хьюз, имея лучшую позицию, атаковал французов около 11 часов утра.
В отличие от предыдущего, бой проходил в обычном линейном построении, при этом тыловые корабли были немного в стороне от основного строя. На первых этапах боя французский линейный корабль «Брильян» потерял грот-мачту и вышел из строя. Примерно в половине третьего ветер внезапно изменил направление, дуя почти прямо вперед, в результате чего большинство кораблей развернулись (британские направо, французские налево) в сторону от противника. Исключение составили два французских корабля, поврежденные «Брильян» и «Север», и четыре британских: «Берфорд», «Султан», «Вустер» и «Игл», развернувшиеся в противоположную сторону, в сторону противника.
В столкновении разрозненных кораблей командир «Севера», атакованного 2 или 3 британскими частями, посчитал сопротивление бессмысленным и спустил флаг, в ответ британцы прекратили огонь. Офицеры французского корабля выступили против решения командира, и лейтенант Дье приказал вновь поднять флаг. Тем временем «Брильян» попал под шквальный огонь более тяжелых британских пушек и потерял 47 убитыми и 136 ранеными, почти 1/3 экипажа.
Хьюз приказал прийти на помощь своим кораблям, но два корабля сигнализировали о своей неспособности сделать это; наконец он решил развернуться и уйти от своего противника. Оба флота бросили якорь у берега около 18:00: британцы возле Негапатама, французы дальше на север. Несмотря на меньшие потери в людях, у британского флота были более повреждёны паруса и рангоут. На следующий день Сюффрен отплыл в сторону Куддалора, где встретился с подкреплением и позднее в том же месяце атаковал Тринкомали.